# Distretto di Buyende
Il distretto di Buyende è un distretto dell'Uganda, situato nella Regione orientale.